# Shengsi
| Karte                                        | Karte  | Karte        | Karte                 | Karte          |
| -------------------------------------------- | ------ | ------------ | --------------------- | -------------- |
| Hangzhou-Bucht Dinghai Putuo Daishan Shengsi |        |              |                       |                |
| Verwaltungseinheit                           | Hanzi  | Pinyin       | Bevölkerung (VZ 2020) | Landfläche km² |
| Dinghai                                      | 定海区 | Dìnghǎi Qū   | 500.030               | 537            |
| Putuo                                        | 普陀区 | Pǔtuó Qū     | 382.902               | 387            |
| Daishan                                      | 岱山县 | Dàishān Xiàn | 207.982               | 258            |
| Shengsi                                      | 嵊泗县 | Shèngsì Xiàn | 66.903                | 70             |

Shengsi (嵊泗县,  Shèngsì Xiàn) ist ein Kreis der bezirksfreien Stadt Zhoushan in der südostchinesischen Provinz Zhejiang. Er erstreckt sich über 404 größere und kleinere Inseln, von denen 15 ständig bewohnt sind. Die Landfläche der Inseln beträgt 70,03 km², das zugehörige Seegebiet umfasst 8.738 km². Die Einwohnerzahl beträgt 66.903 (Stand: Zensus 2020), 2002 lag sie bei ca. 80.000 Menschen, und zur Volkszählung 2010 bei 76.108.
Der Huaniaoshan-Leuchtturm (Huaniao dengta 花鸟灯塔) steht seit 2001 auf der Liste der Denkmäler der Volksrepublik China (5-518).
Im Verwaltungsgebiet der Großgemeinde Yangshan liegt der Tiefwasserhafen Yangshan.

## Administrative Gliederung
Auf Gemeindeebene setzt sich Shengsi aus drei Großgemeinden und vier Gemeinden zusammen. Diese sind:
- Großgemeinde Caiyuan (菜园镇);
- Großgemeinde Shengshan (嵊山镇);
- Großgemeinde Yangshan (洋山镇);
- Gemeinde Wulong (五龙乡);
- Gemeinde Huanglong (黄龙乡);
- Gemeinde Gouqi (枸杞乡);
- Gemeinde Huaniao (花鸟乡).